# قاسم بن سلام هروی
قاسم بن سلّام هروی همچنین شهرت‌یافته با کُنیه‌اش ابوعبید/الله (۷۷۱–۸۳۸م) محدث، قاری و فقیه خراسانی بود که بیشتر در عراق زیست و آثار بسیاری نگاشت. در بصره و کوفه، از ابوزید انصاری، اصمعی، معمر بن مثنی، ابن اعرابی و الفراء و کسایی دانش آموخت. بیشتر از هر چیز، به علم قرائت، فقه، اخبار، لغت و ادبیات گرایش داشت. همچنین به آموزگاری روی آورد. او ۱۸ سال در طرسوس قاضی بود. در سال ۲۱۰ قمری از قضاوت استعفا داد و به بغداد رفت. در سال ۲۱۴ق به حج رفت و در حجاز تا پایان عمر ماندگار شد.

## آثار
- القراءات
- معانی القرآن
- غریب القرآن
- عدد آی القرآن
- فضائل القرآن
- الناسخ و المنسوخ
- غریب الحدیث
- غریب المصنّف
- ادب القاضی
- الأموال
- الحجر و التفلیس
- النسب
- الأحداث
- الأمثال السائرة
- الشعراء